# Marinus van Meel

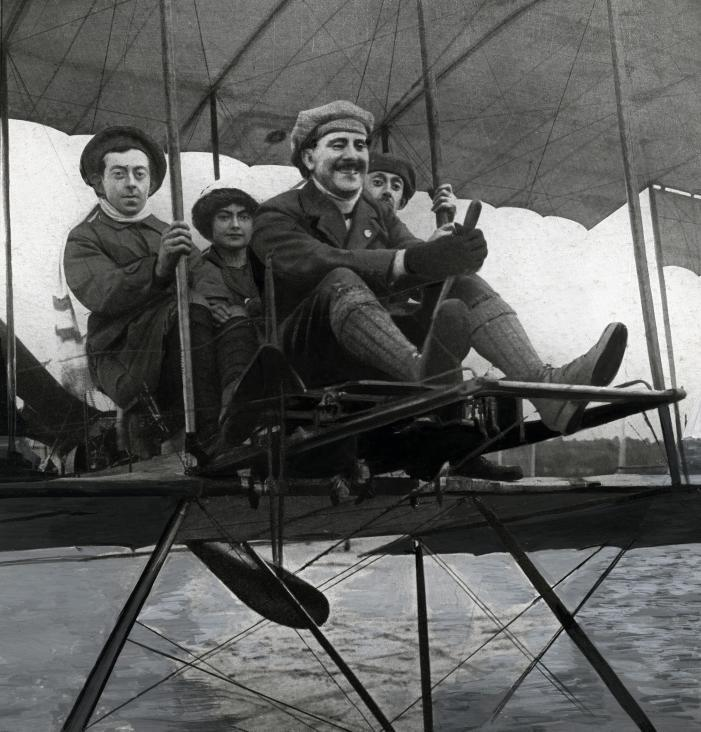
Marinus van Meel achter de stuurknuppel (1911)

Marinus van Meel (Rotterdam, 28 november 1880 – Den Haag, 12 juni 1958) was een Nederlandse vliegtuigbouwer.
Van Meel was afkomstig uit een Rotterdamse zakenfamilie en werkte na zijn schoolopleiding als kaasexporteur. Door vliegdemonstraties van de Belgische vliegenier Jan Olieslagers in 1910 raakte hij geïnteresseerd in de luchtvaart. Op de vliegschool van Henri Farman in Frankrijk haalde hij op 11 mei 1911 zijn vliegbrevet met nummer 511. Bij Farman kocht hij ook zijn eerste vliegtuig voor 28.000 goudfranken, waarmee hij vervolgens deelnam aan de etappe Luik-Soesterberg van de Europese Rondvlucht (Circuit Européen d'Aviation). In september van datzelfde jaar nam hij met zijn vliegtuig deel aan militaire manoeuvres, de eerste keer dat vliegtuigen betrokken waren bij oefeningen van het Nederlandse leger.
In 1912 bouwde Van Meel, inmiddels werkzaam bij de firma Verwey & Lugard te Soesterberg, zijn eerste eigen vliegtuig, een verbeterde variant op de Farman III. Een tweede toestel, de Brik genaamd, volgde in 1913. Dit toestel werd door de pas opgerichte Luchtvaartafdeeling (LVA) van het leger gehuurd en daarna aangekocht. Het was daarmee het eerste Nederlandse militaire vliegtuig. 
Een volgend toestel werd uitgerust met drijvers en werd de Waterbrik genoemd. Hiermee maakte Van Meel vluchten vanaf de Waal bij Tiel. In 1914 verongelukte het vliegtuig tijdens een demonstratievlucht voor de Koninklijke Marine. Datzelfde jaar werd een tweede Brik aan de LVA geleverd.
Korte tijd was Van Meel eigenaar van de NV Van Meel's Vliegtuigenfabriek, eerst te Soesterberg, later te Gilze-Rijen. Deze fabriek leverde de Brik II aan het leger, een vergrote versie van de eerste Brik. Nadat in 1914 de Eerste Wereldoorlog uitbrak werd Van Meel korte tijd als vlieger gemobiliseerd. Na deze korte diensttijd trok hij zich terug uit de luchtvaart. Vanaf 1936 was hij directeur van het Van Meel Kolen- en Scheepvaartbedrijf te Rotterdam. 
In 1952 maakte hij met Gerben Sonderman zijn laatste vlucht boven Nederland in een straallesvliegtuig van het type Fokker S.14. Van Meel overleed in zijn huis aan de Koningin Emmakade te Den Haag op 77-jarige leeftijd.

## Trivia
De Koninklijke Luchtmacht had als eerbetoon een Fokker 60 naar Marinus van Meel vernoemd.

## Eervolle onderscheidingen
- Ridder in de Orde van Oranje-Nassau met Zwaarden